# Layrisse
Layrisse est une commune française située dans le centre du département des Hautes-Pyrénées, en région Occitanie. Sur le plan historique et culturel, la commune est dans l’ancien comté de Bigorre, comté historique des Pyrénées françaises et de Gascogne.
Exposée à un climat de montagne, elle est drainée par l'Aube et par divers autres petits cours d'eau. La commune possède un patrimoine naturel remarquable composé de deux zones naturelles d'intérêt écologique, faunistique et floristique.
Layrisse est une commune rurale qui compte 245 habitants en 2022, après avoir connu une forte hausse de la population depuis 1962. Elle fait partie de l'aire d'attraction de Tarbes..
Ses habitants sont appelés les Layrissois.

## Géographie

### Localisation
La commune de Layrisse se trouve dans le département des Hautes-Pyrénées, en région Occitanie.
Elle se situe à 10 km à vol d'oiseau de Tarbes, préfecture du département, et à 7 km d'Ossun, bureau centralisateur du canton d'Ossun dont dépend la commune depuis 2015 pour les élections départementales.
La commune fait en outre partie du bassin de vie de Tarbes.
Les communes les plus proches sont : 
Orincles (1,3 km), Barry (1,5 km), Bénac (1,9 km), Visker (2,2 km), Averan (2,7 km), Hibarette (2,8 km), Paréac (2,9 km), Loucrup (3,3 km).
Sur le plan historique et culturel, Layrisse fait partie de l’ancien comté de Bigorre, comté historique des Pyrénées françaises et de Gascogne créé au IXe siècle puis rattaché au domaine royal en 1302, inclus ensuite au comté de Foix en 1425 puis une nouvelle fois rattaché au royaume de France en 1607. La commune est dans le pays de Tarbes et de la Haute Bigorre.

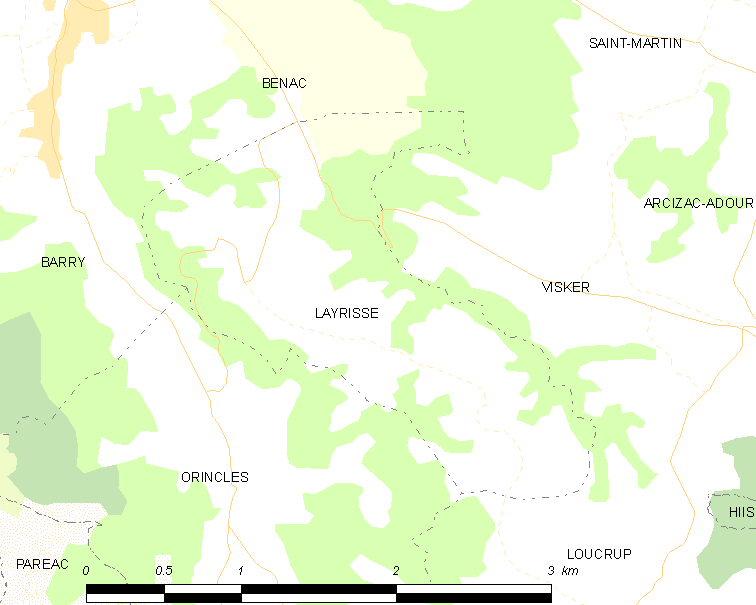
Carte de la commune de Layrisse et des proches communes.

|          | Bénac    |        |
| Orincles | Layrisse | Visker |
|          | Loucrup  |        |

### Hydrographie
La commune est dans le bassin de l'Adour, au sein du bassin hydrographique Adour-Garonne. Elle est drainée par L'Aube et par divers petits cours d'eau, constituant un réseau hydrographique de 4 km de longueur totale,.

### Climat
Le climat qui caractérise la commune est qualifié, en 2010, de « climat des marges montargnardes », selon la typologie des climats de la France qui compte alors huit grands types de climats en métropole. En 2020, la commune ressort du type « climat de montagne » dans la classification établie par Météo-France, qui ne compte désormais, en première approche, que cinq grands types de climats en métropole. Pour ce type de climat, la température décroît rapidement en fonction de l'altitude. On observe une nébulosité minimale en hiver et maximale en été. Les vents et les précipitations varient notablement selon le lieu.
Les paramètres climatiques qui ont permis d’établir la typologie de 2010 comportent six variables pour les températures et huit pour les précipitations, dont les valeurs correspondent à la normale 1971-2000. Les sept principales variables caractérisant la commune sont présentées dans l'encadré ci-après.
| Paramètres climatiques communaux sur la période 1971-2000 - Moyenne annuelle de température : 11,9 °C - Nombre de jours avec une température inférieure à −5 °C : 3,5 j - Nombre de jours avec une température supérieure à 30 °C : 5 j - Amplitude thermique annuelle : 14,3 °C - Cumuls annuels de précipitation : 1 163 mm - Nombre de jours de précipitation en janvier : 10,7 j - Nombre de jours de précipitation en juillet : 8,3 j |

Avec le changement climatique, ces variables ont évolué. Une étude réalisée en 2014 par la Direction générale de l'Énergie et du Climat complétée par des études régionales prévoit en effet que la  température moyenne devrait croître et la pluviométrie moyenne baisser, avec toutefois de fortes variations régionales. Ces changements peuvent être constatés sur la station météorologique de Météo-France la plus proche, « Tarbes-Lourdes-Pyrénées », sur la commune d'Ossun, mise en service en 1946 et qui se trouve à 7 km à vol d'oiseau,, où la température moyenne annuelle évolue de 12,2 °C pour la période 1971-2000, à 12,6 °C pour 1981-2010, puis à 12,9 °C pour 1991-2020.

### Milieux naturels et biodiversité
L’inventaire des zones naturelles d'intérêt écologique, faunistique et floristique (ZNIEFF) a pour objectif de réaliser une couverture des zones les plus intéressantes sur le plan écologique, essentiellement dans la perspective d’améliorer la connaissance du patrimoine naturel national et de fournir aux différents décideurs un outil d’aide à la prise en compte de l’environnement dans l’aménagement du territoire.
Une ZNIEFF de type 1 est recensée sur la commune :
le « réseau hydrographique des Angles et du Bénaquès » (260 ha), couvrant 35 communes du département et une ZNIEFF de type 2, : 
les « coteaux et vallons des Angles et du Bénaquès » (12 879 ha), couvrant 45 communes du département.

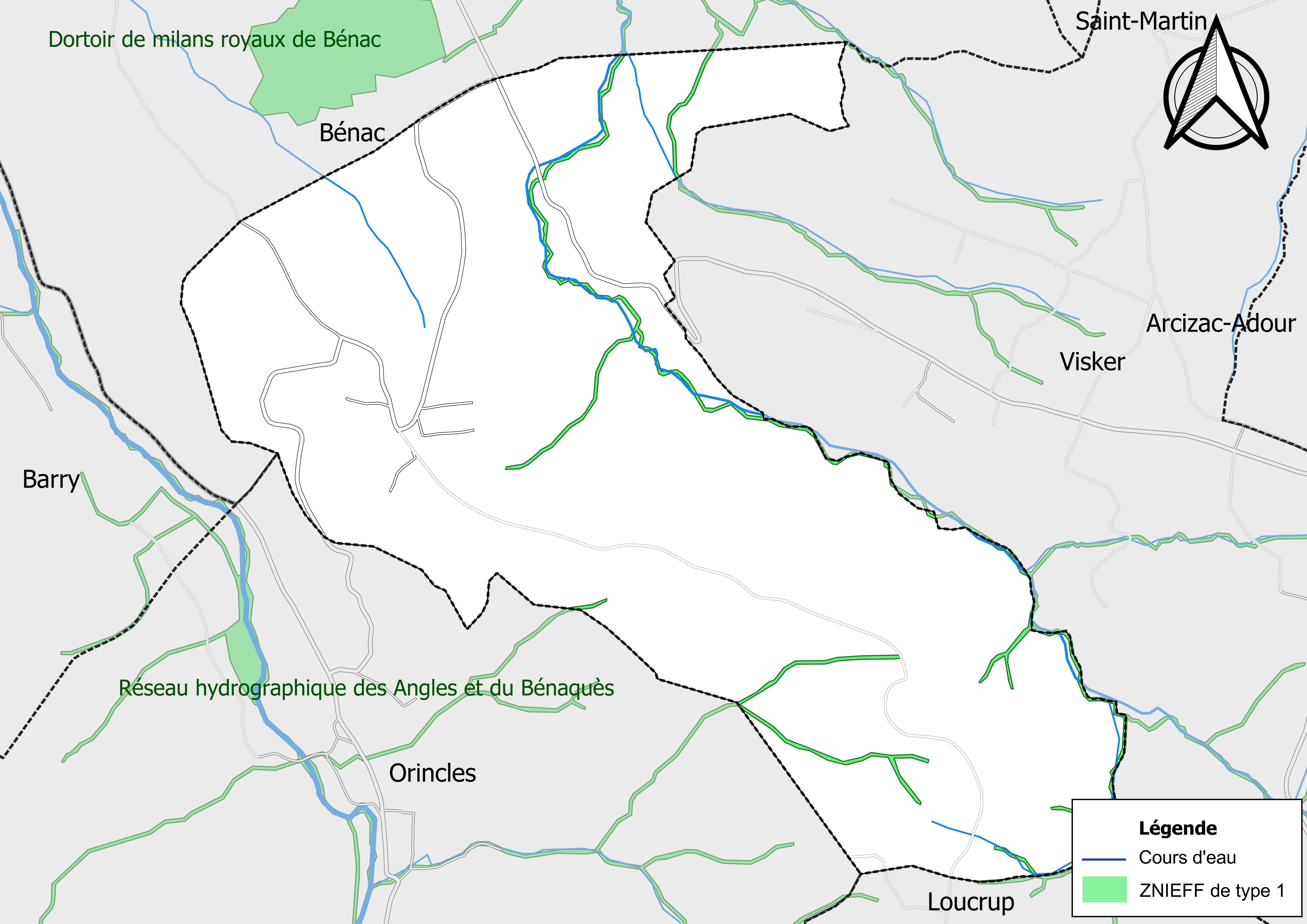
Carte de la ZNIEFF de type 1 sur la commune.
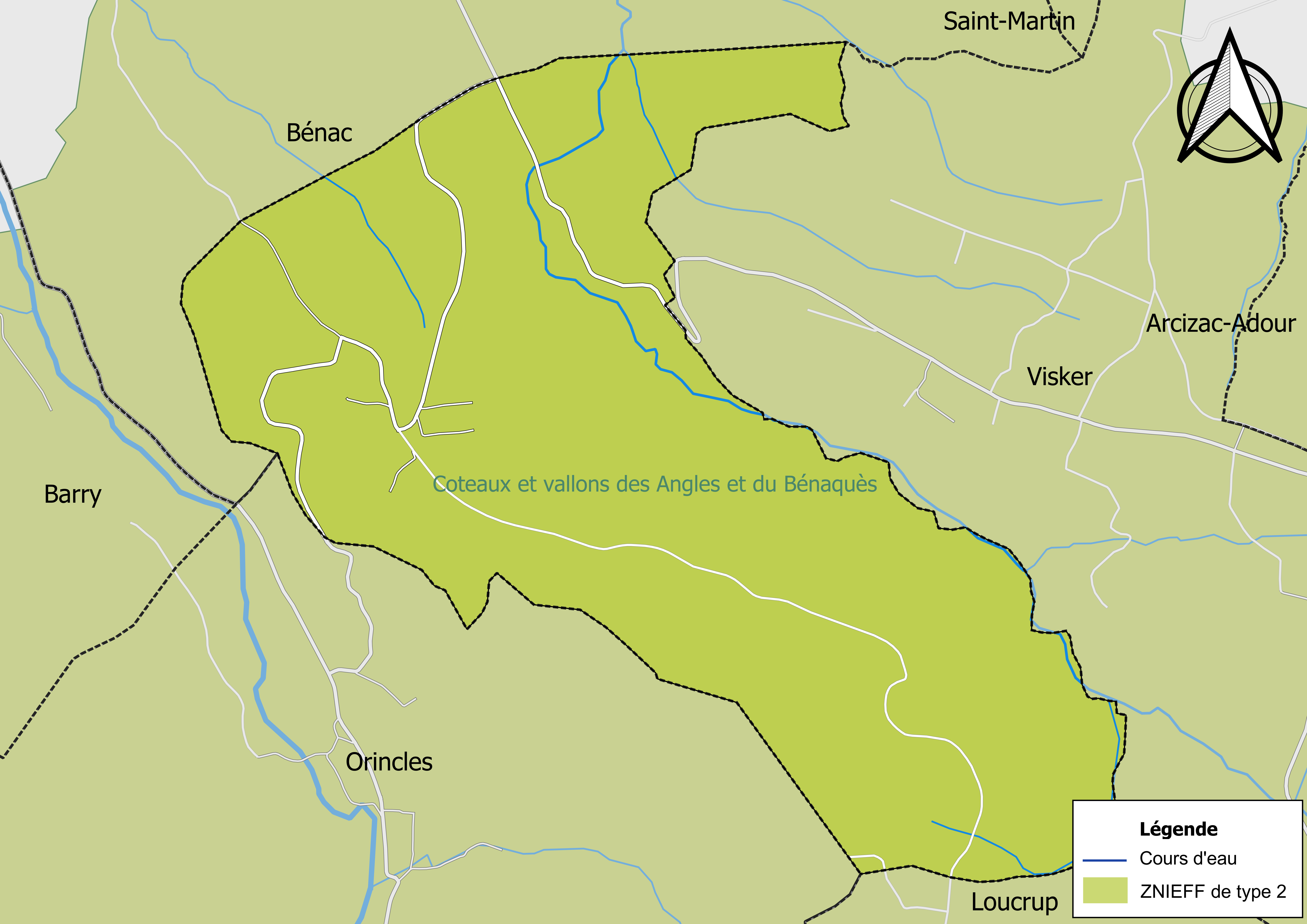
Carte de la ZNIEFF de type 2 sur la commune.

## Urbanisme

### Typologie
Au 1er janvier 2024, Layrisse est catégorisée commune rurale à habitat dispersé, selon la nouvelle grille communale de densité à sept niveaux définie par l'Insee en 2022.
Elle est située hors unité urbaine. Par ailleurs la commune fait partie de l'aire d'attraction de Tarbes, dont elle est une commune de la couronne,. Cette aire, qui regroupe 153 communes, est catégorisée dans les aires de 50 000 à moins de 200 000 habitants,.

### Occupation des sols
L'occupation des sols de la commune, telle qu'elle ressort de la base de données européenne d’occupation biophysique des sols Corine Land Cover (CLC), est marquée par l'importance des territoires agricoles (65,1 % en 2018), une proportion identique à celle de 1990 (65,1 %). La répartition détaillée en 2018 est la suivante : 
zones agricoles hétérogènes (60,2 %), forêts (34,9 %), terres arables (4,8 %).
L'IGN met par ailleurs à disposition un outil en ligne permettant de comparer l’évolution dans le temps de l’occupation des sols de la commune (ou de territoires à des échelles différentes). Plusieurs époques sont accessibles sous forme de cartes ou photos aériennes : la carte de Cassini (XVIIIe siècle), la carte d'état-major (1820-1866) et la période actuelle (1950 à aujourd'hui).

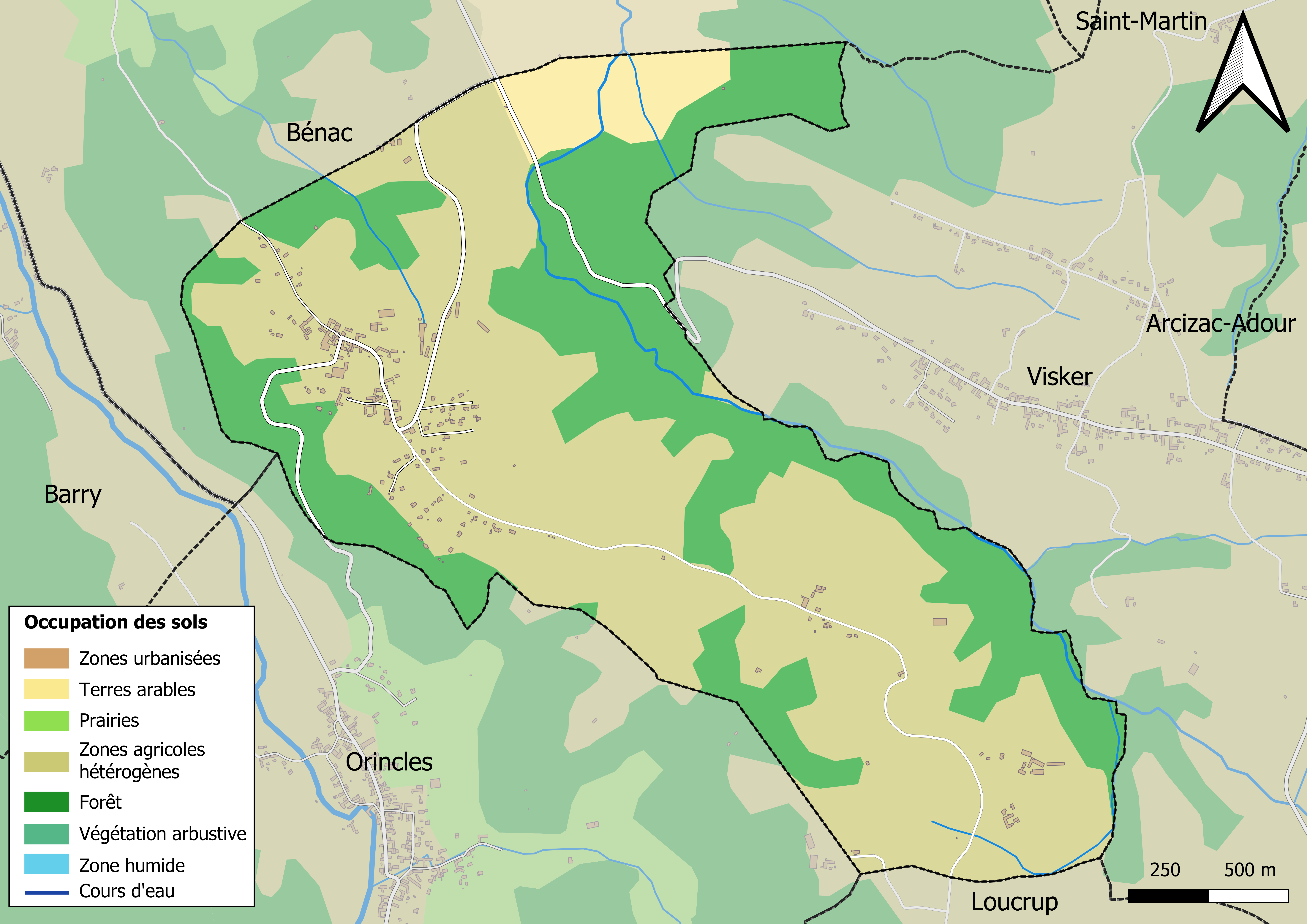
Carte des infrastructures et de l'occupation des sols en 2018 (CLC) de la commune.
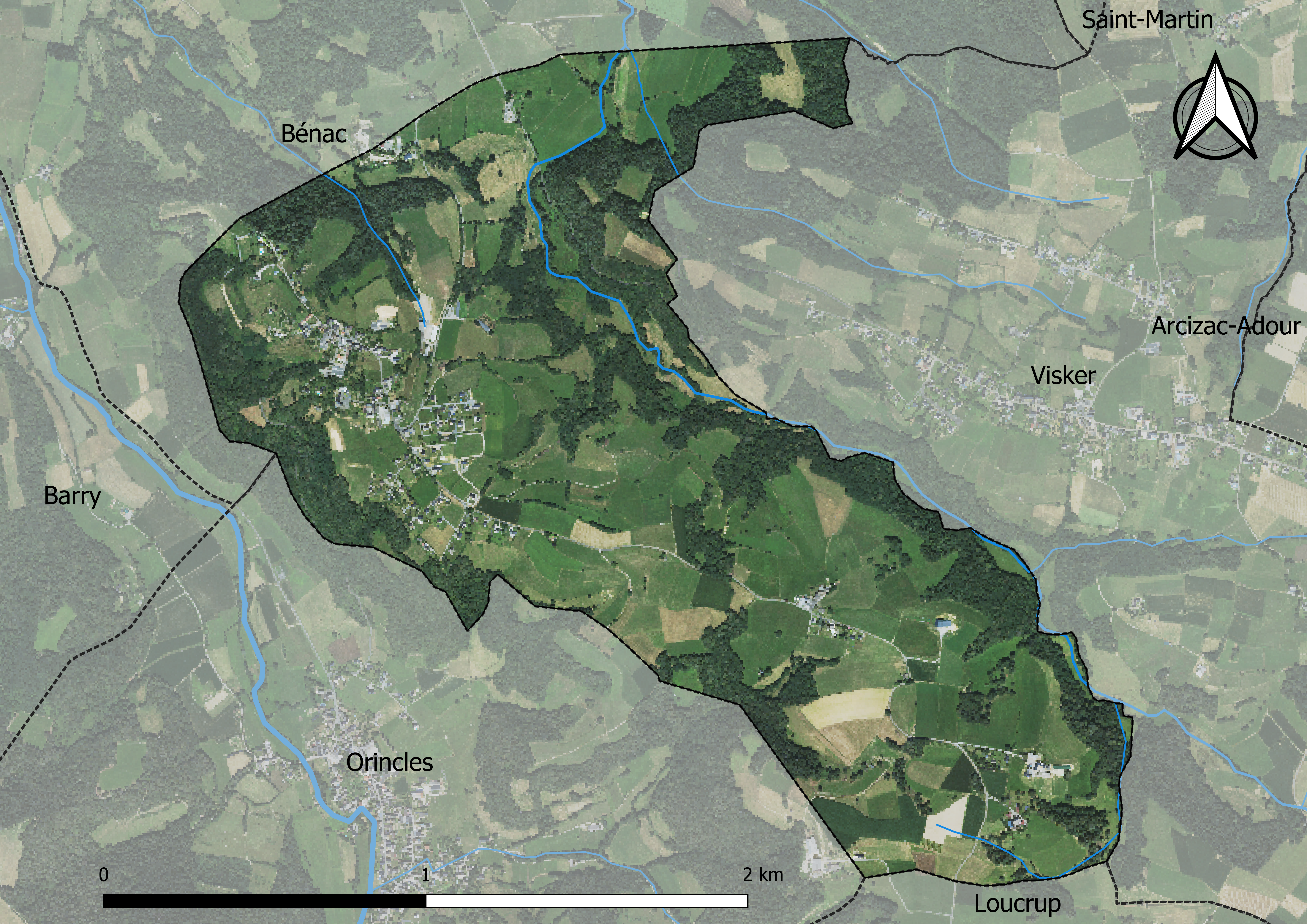
Carte orthophotogrammétrique de la commune.

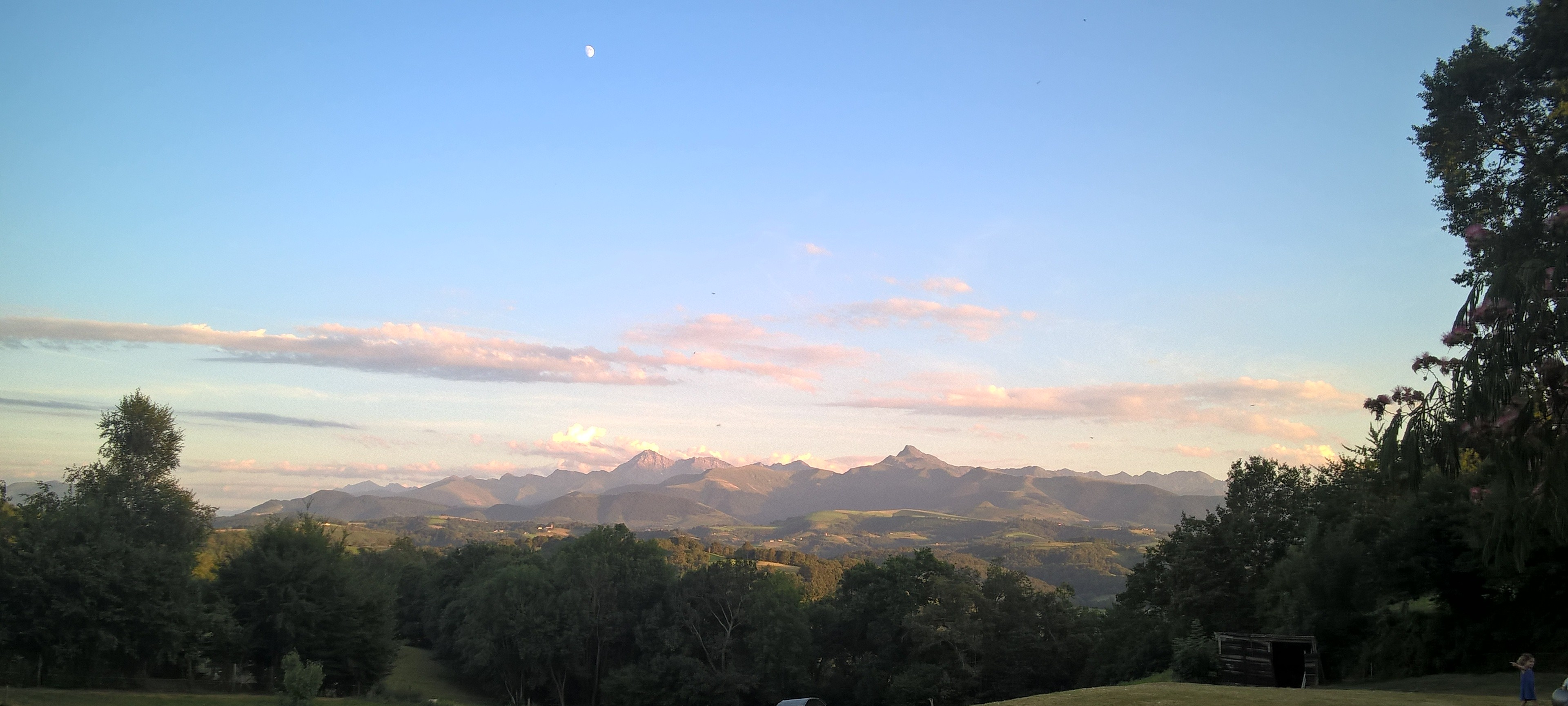
Les Pyrénées.

### Logement
En 2012, le nombre total de logements dans la commune est de 91.

Parmi ces logements, 85,9 % sont des résidences principales, 10,6 % des résidences secondaires et 3,5 % des logements vacants.

### Voies de communication et transports
Cette commune est desservie par les routes départementales D 3 et D 203.

### Risques majeurs
Le territoire de la commune de Layrisse est vulnérable à différents aléas naturels : météorologiques (tempête, orage, neige, grand froid, canicule ou sécheresse), mouvements de terrains et séisme (sismicité moyenne). Un site publié par le BRGM permet d'évaluer simplement et rapidement les risques d'un bien localisé soit par son adresse soit par le numéro de sa parcelle.
Layrisse est exposée au risque de feu de forêt. Un plan départemental de protection des forêts contre les incendies a été approuvé par arrêté préfectoral le 21 avril 2020 pour la période 2020-2029. Le précédent couvrait la période 2007-2017. L’emploi du feu est régi par deux types de réglementations. D’abord le code forestier et l’arrêté préfectoral du 27 octobre 2014, qui réglementent l’emploi du feu à moins de 200 m des espaces naturels combustibles sur l’ensemble du département. Ensuite celle établie dans le cadre de la lutte contre la pollution de l’air, qui interdit le brûlage des déchets verts des particuliers. L’écobuage est quant à lui réglementé dans le cadre de commissions locales d’écobuage (CLE)

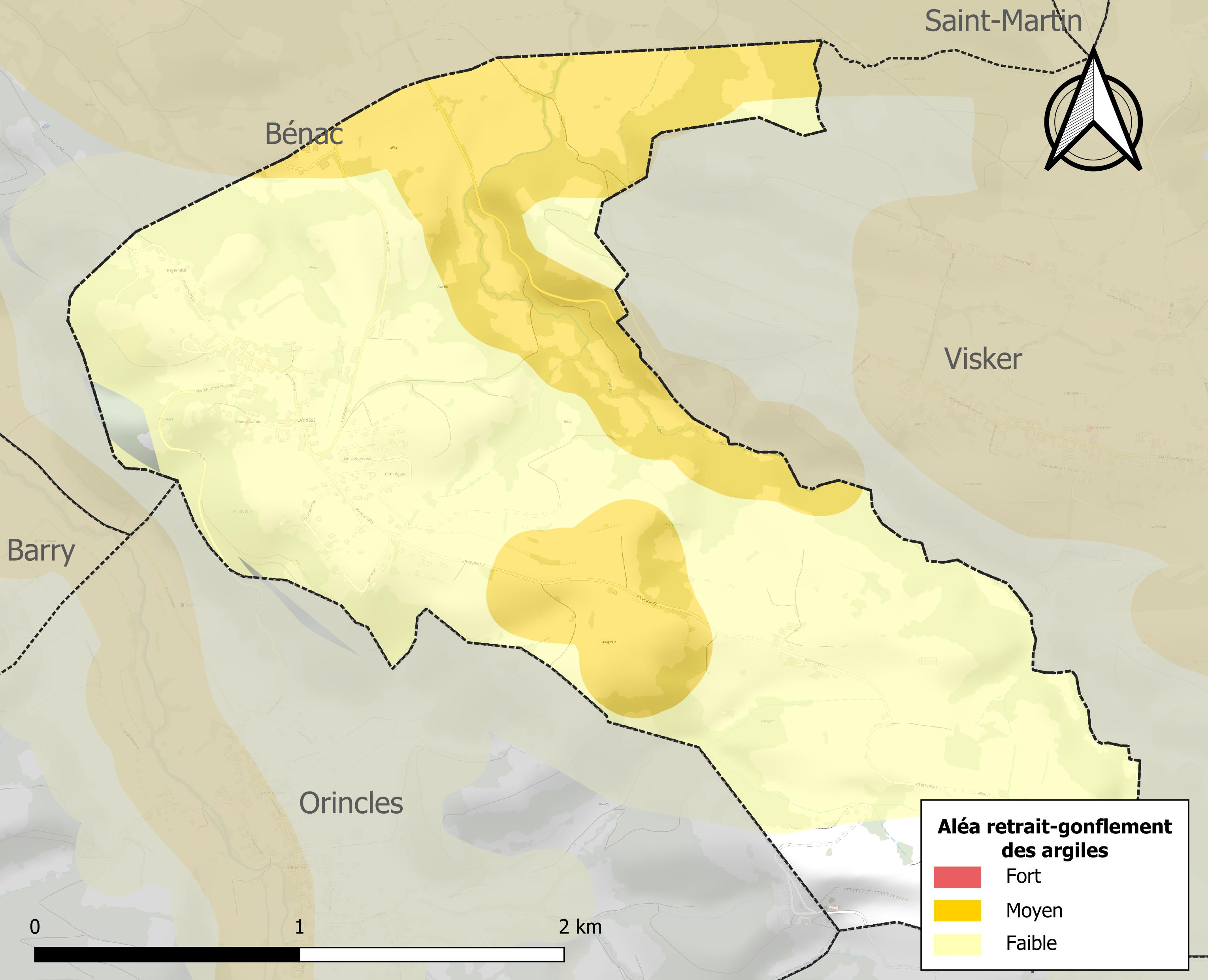
Carte des zones d'aléa retrait-gonflement des sols argileux de Layrisse.

Les mouvements de terrains susceptibles de se produire sur la commune sont des tassements différentiels.
Le retrait-gonflement des sols argileux est susceptible d'engendrer des dommages importants aux bâtiments en cas d’alternance de périodes de sécheresse et de pluie. 27,9 % de la superficie communale est en aléa moyen ou fort (44,5 % au niveau départemental et 48,5 % au niveau national). Sur les 88 bâtiments dénombrés sur la commune en 2019, 1 sont en aléa moyen ou fort, soit 1 %, à comparer aux 75 % au niveau départemental et 54 % au niveau national. Une cartographie de l'exposition du territoire national au retrait gonflement des sols argileux est disponible sur le site du BRGM,.
Par ailleurs, afin de mieux appréhender le risque d’affaissement de terrain, l'inventaire national des cavités souterraines permet de localiser celles situées sur la commune.
La commune a été reconnue en état de catastrophe naturelle au titre des dommages causés par les inondations et coulées de boue survenues en 1982, 1988, 1999 et 2009. Concernant les mouvements de terrains, la commune a été reconnue en état de catastrophe naturelle au titre des dommages causés par des mouvements de terrain en 1999.

## Toponymie

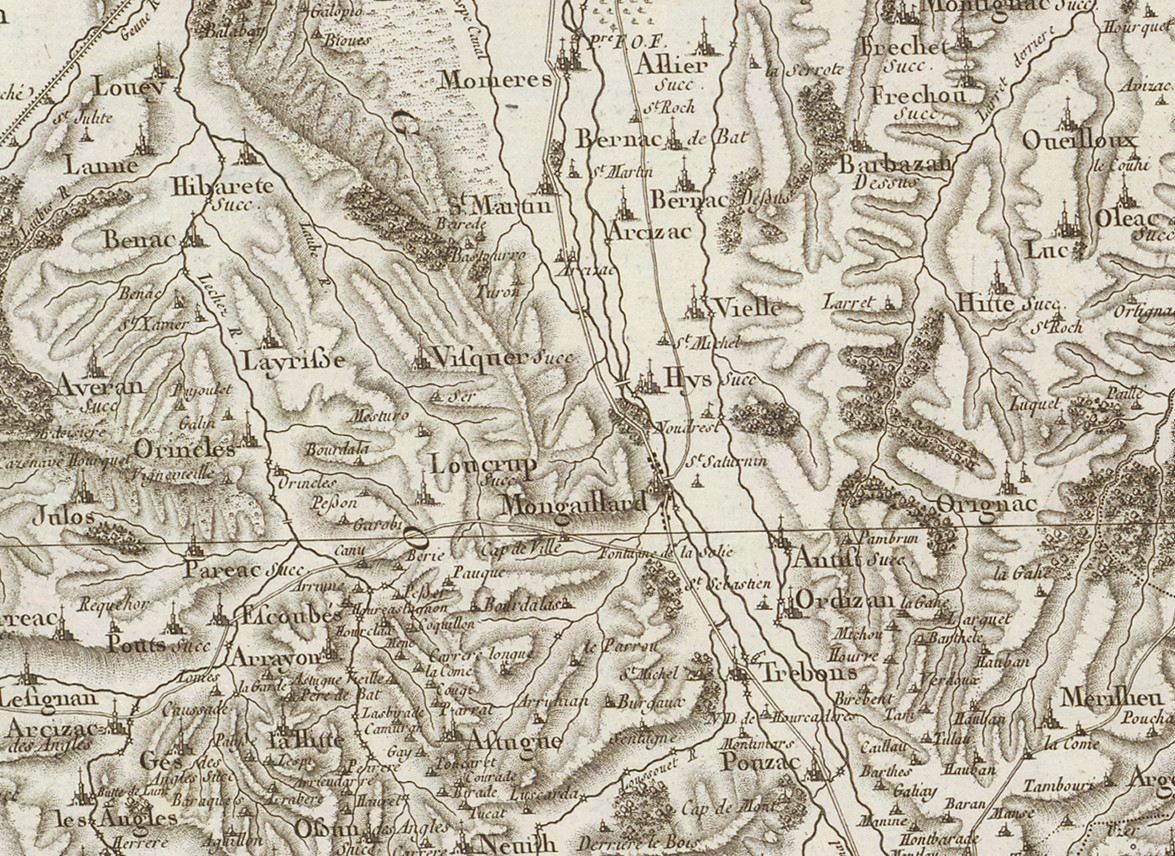
Extrait de la carte de Cassini (entre 1756 et 1789) situant Layrisse à l'ouest de Montgaillard

On trouvera les principales informations dans le Dictionnaire toponymique des communes des Hautes Pyrénées de Michel Grosclaude et Jean-François Le Nail qui rapporte les dénominations historiques du village :
Dénominations historiques :
- In Larissa, (XIe siècle ou XIIe siècle, cartulaire de Saint-Pé) ;
- villam … de la Yrice, latin et gascon (1285, montre Bigorre) ;
- De Layrissa, (1313, Debita regi Navarre) ;
- De Lairissa, (1342, pouillé de Tarbes) ;
- de Yrissa, (1379, procuration Tarbes) ;
- Layrissa, (1429, censier de Bigorre) ;
- Lairisse, (1760, Larcher, pouillé de Tarbes) ;
- Layrisse, (fin XVIIIe siècle, carte de Cassini).

Nom occitan : Lairissa.

## Histoire

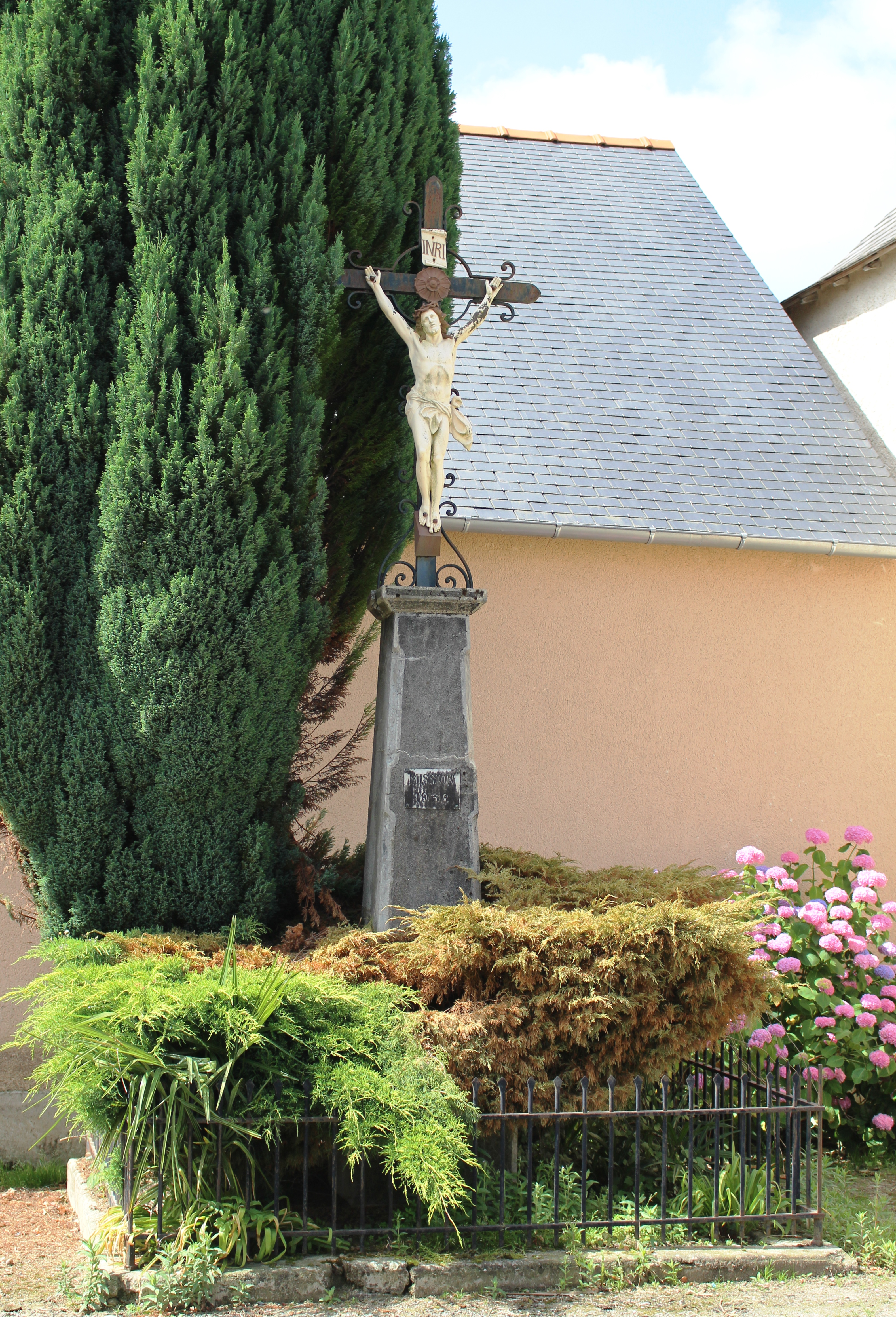
Une croix.

Le village fut traversé par une voie romaine reliant Toulouse à Dax. La légendaire pierre du Diable (ou roc de Roulan) pourrait en être une borne milliaire.

### Cadastre napoléonien de Layrisse
Le plan cadastral napoléonien de Layrisse est consultable sur le site des archives départementales des Hautes-Pyrénées.

## Politique et administration

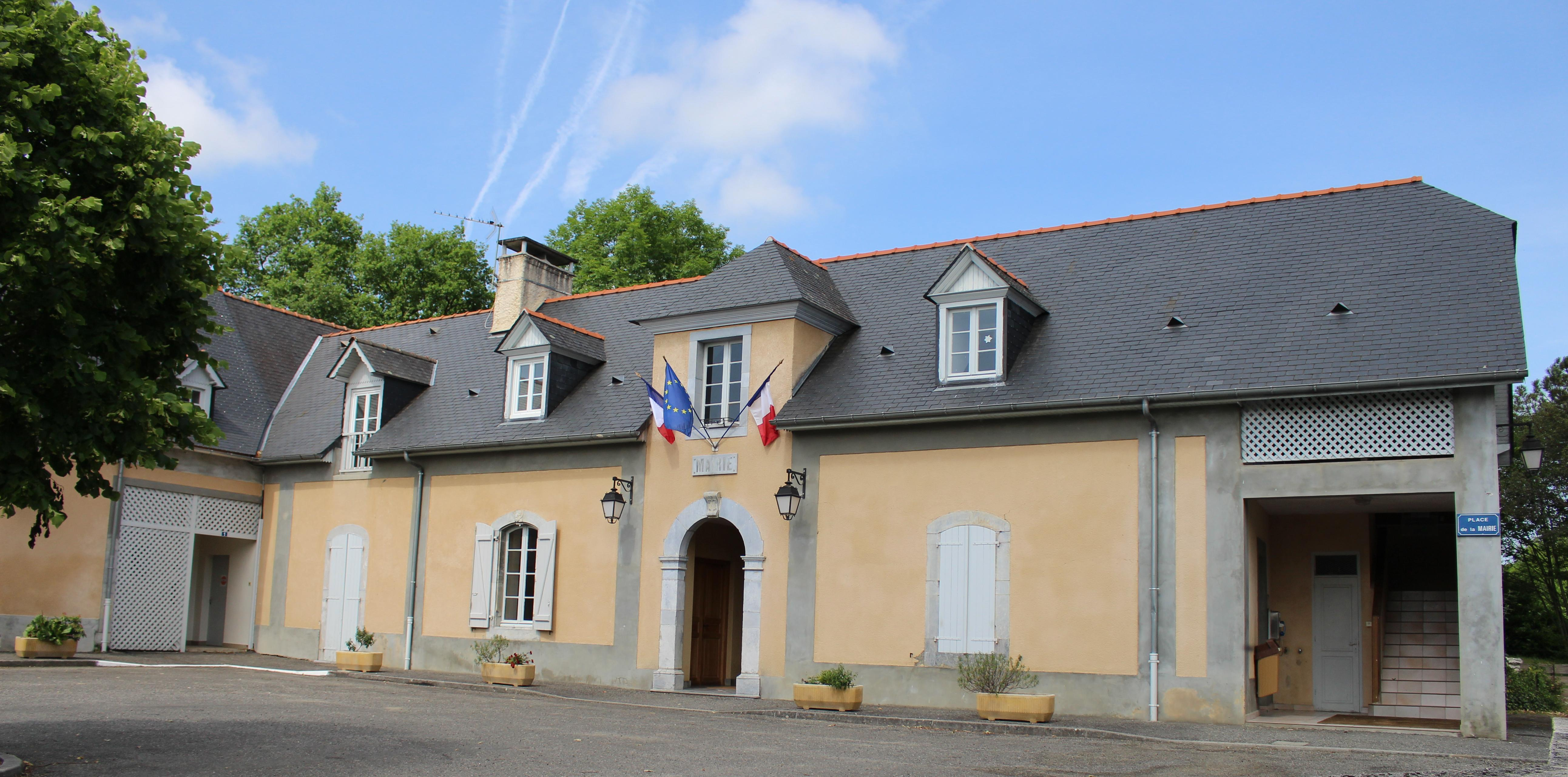
La mairie en 2014.

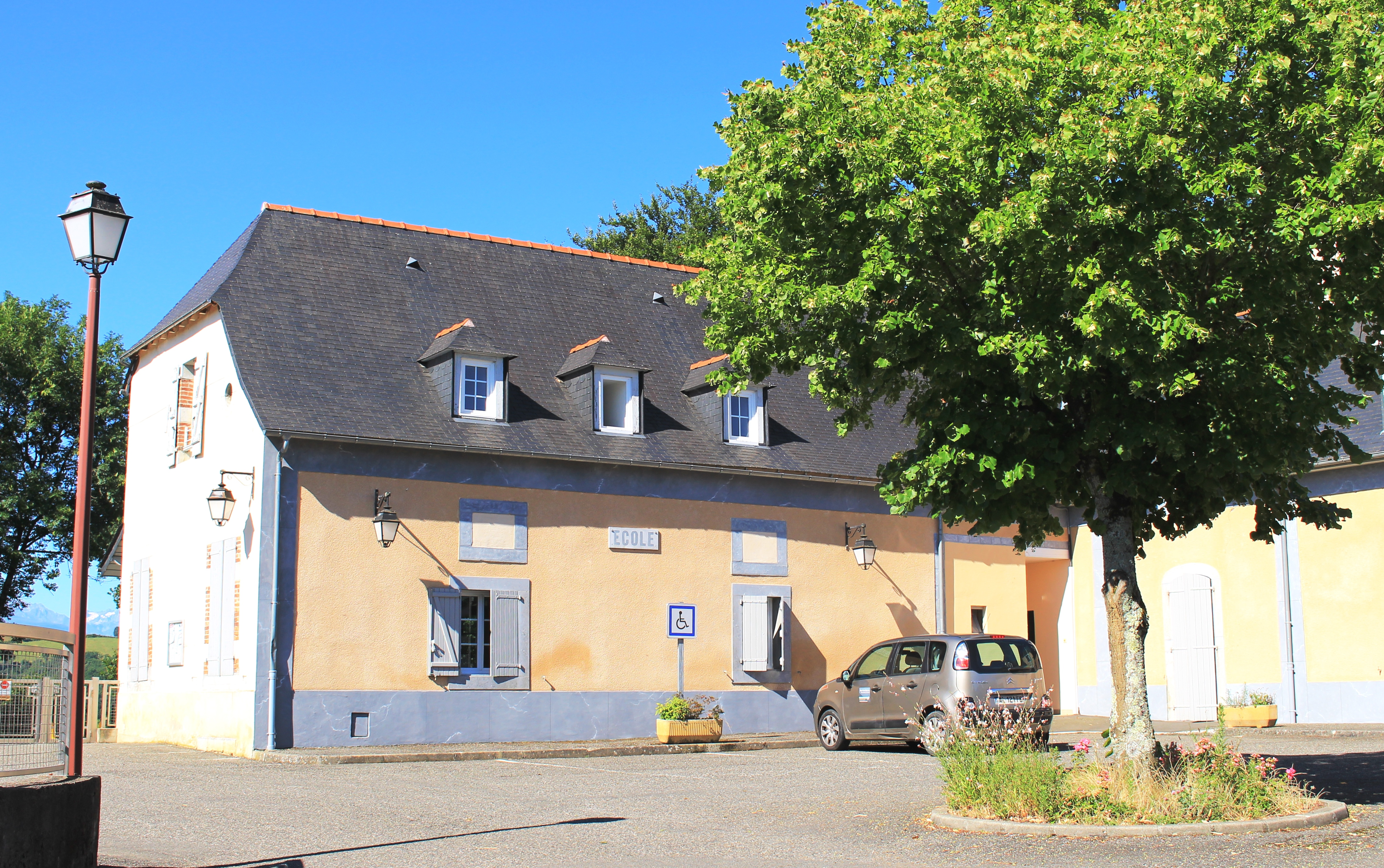
L’école en 2021.

### Liste des maires
| Période                                  | Période   | Identité              | Étiquette | Qualité |
| ---------------------------------------- | --------- | --------------------- | --------- | ------- |
| Les données manquantes sont à compléter. |           |                       |           |         |
|                                          |           |                       |           |         |
| mars 1983                                | mars 1995 | Michel Barrouquère    | SE        |         |
| mars 1995                                | mars 2001 | Jean-Claude Courrèges | SE        |         |
| mars 2001                                | mars 2008 | Jean-Claude Rousse    | SE        |         |
| mars 2008                                | mars 2014 | Michel Barrouquère    | SE        |         |
| mars 2014                                | En cours  | Vincent Mascaras      |           |         |

### Historique administratif
Pays et sénéchaussée de Bigorre, quarteron de  Lourdes, marquisat de Bénac, canton d'Ossun (depuis 1790).

### Intercommunalité
Layrisse appartient à la Communauté d'agglomération Tarbes-Lourdes-Pyrénées créée en janvier 2017 et qui réunit 86 communes.

## Population et société

### Démographie

#### Évolution démographique
| 1793 | 1800 | 1806 | 1821 | 1831 | 1836 | 1841 | 1846 | 1851 |
| ---- | ---- | ---- | ---- | ---- | ---- | ---- | ---- | ---- |
| 167  | 180  | 181  | 184  | 174  | 201  | 195  | 198  | 198  |

| 1856 | 1861 | 1866 | 1876 | 1881 | 1886 | 1891 | 1896 | 1901 |
| ---- | ---- | ---- | ---- | ---- | ---- | ---- | ---- | ---- |
| 190  | 198  | 190  | 187  | 157  | 152  | 161  | 158  | 148  |

| 1906 | 1911 | 1921 | 1926 | 1931 | 1936 | 1946 | 1954 | 1962 |
| ---- | ---- | ---- | ---- | ---- | ---- | ---- | ---- | ---- |
| 152  | 136  | 131  | 130  | 119  | 109  | 96   | 97   | 90   |

| 1968 | 1975 | 1982 | 1990 | 1999 | 2005 | 2006 | 2010 | 2015 |
| ---- | ---- | ---- | ---- | ---- | ---- | ---- | ---- | ---- |
| 105  | 98   | 111  | 140  | 148  | 161  | 167  | 179  | 181  |

| 2020 | 2022 | - | - | - | - | - | - | - |
| ---- | ---- | - | - | - | - | - | - | - |
| 225  | 245  | - | - | - | - | - | - | - |

### Enseignement
La commune dépend de l'académie de Toulouse. Elle dispose d’une école en 2017.
- École élémentaire.

### Sports
Louey abrite des clubs sportifs de : 
- football : U.S. Marquisat
- rugby à XV :  R.C. Louey Marquisat comptant des joueurs dans une dizaine de villages dont Layrisse.

## Économie

### Revenus
En 2018, la commune compte 84 ménages fiscaux, regroupant 211 personnes. La médiane du revenu disponible par unité de consommation est de 23 280 € (20 420 € dans le département).

### Emploi
|                | 2008  | 2013  | 2018  |
| -------------- | ----- | ----- | ----- |
| Commune        | 9,7 % | 8,8 % | 5,5 % |
| Département    | 7,7 % | 9,4 % | 9,8 % |
| France entière | 8,3 % | 10 %  | 10 %  |

En 2018, la population âgée de 15 à 64 ans s'élève à 112 personnes, parmi lesquelles on compte 79,5 % d'actifs (74 % ayant un emploi et 5,5 % de chômeurs) et 20,5 % d'inactifs,. En  2018, le taux de chômage communal (au sens du recensement) des 15-64 ans est inférieur à celui de la France et du département, alors qu'en 2008 la situation était inverse.
La commune fait partie de la couronne de l'aire d'attraction de Tarbes, du fait qu'au moins 15 % des actifs travaillent dans le pôle,. Elle compte 52 emplois en 2018, contre 42 en 2013 et 40 en 2008. Le nombre d'actifs ayant un emploi résidant dans la commune est de 84, soit un indicateur de concentration d'emploi de 61,6 % et un taux d'activité parmi les 15 ans ou plus de 58,5 %.
Sur ces 84 actifs de 15 ans ou plus ayant un emploi, 11 travaillent dans la commune, soit 14 % des habitants. Pour se rendre au travail, 87,5 % des habitants utilisent un véhicule personnel ou de fonction à quatre roues, 6,2 % s'y rendent en deux-roues, à vélo ou à pied et 6,3 % n'ont pas besoin de transport (travail au domicile).

## Culture locale et patrimoine

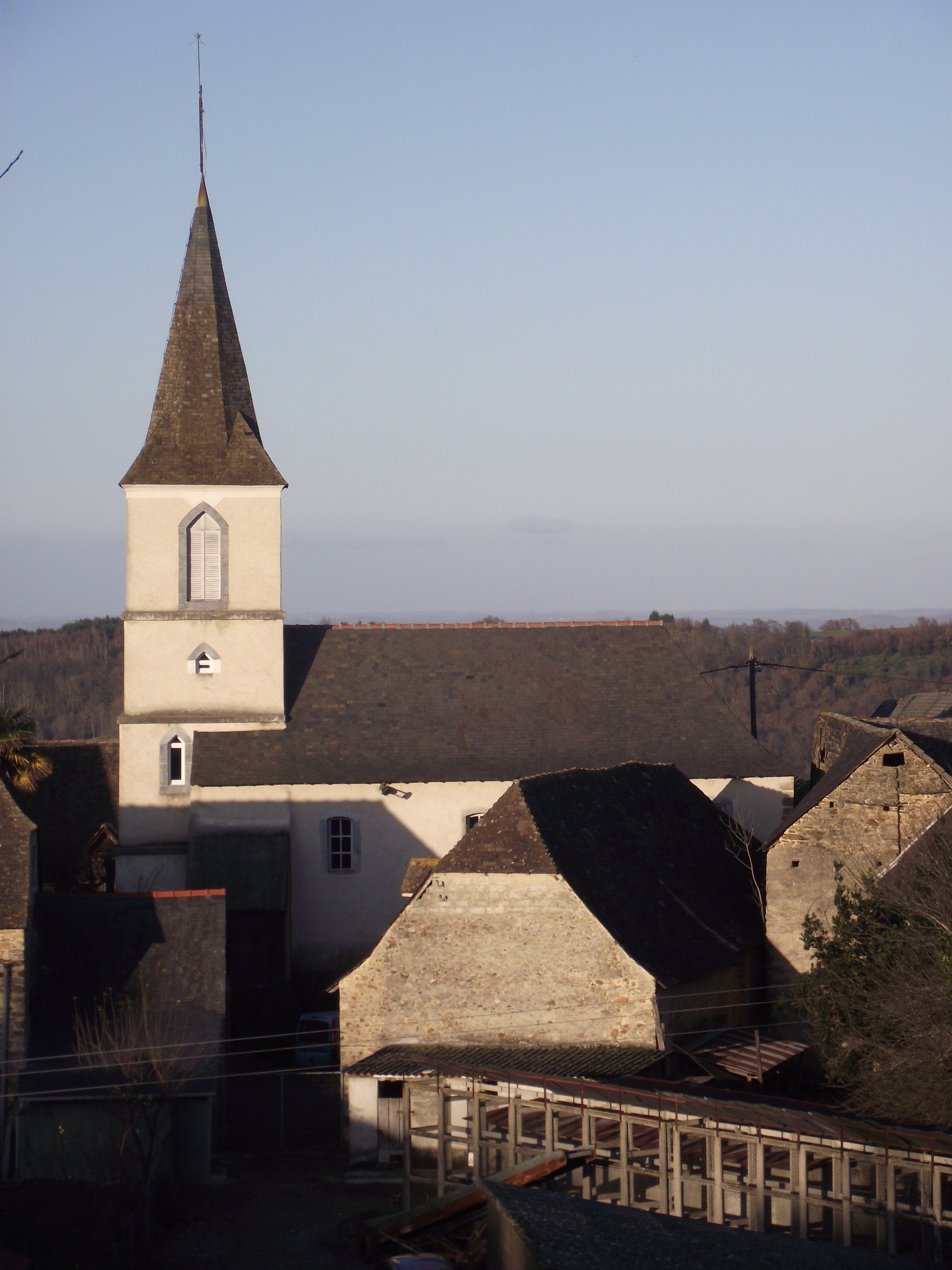
L'église Saint-Laurent.

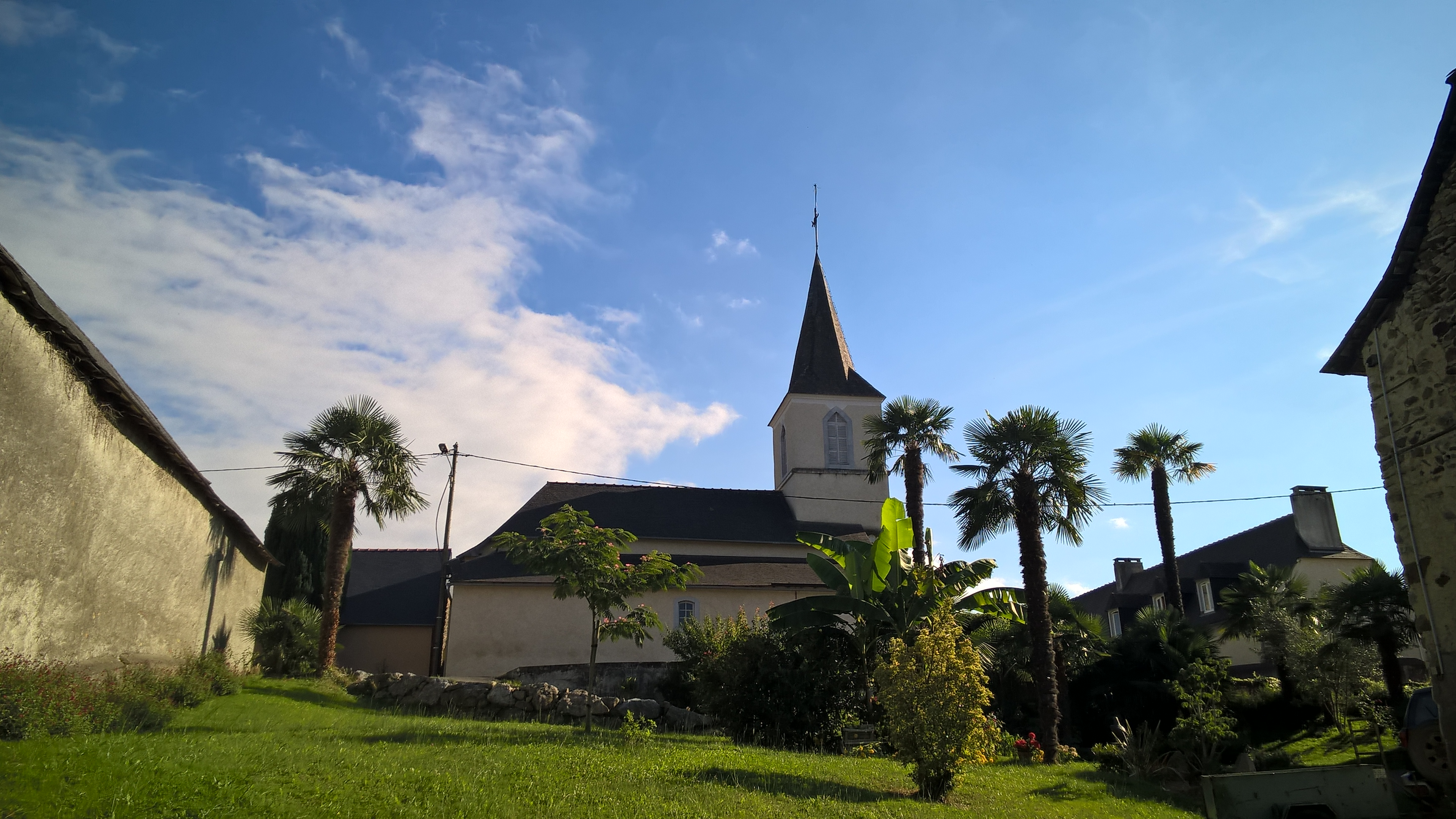
L'église Saint-Laurent de Layrisse.

### Lieux et monuments
- Fontaine des Anglais  et son lavoir.
- Église Saint-Laurent de Layrisse.
- L'artiste Rémi Trotereau y a installé son atelier. Des sculptures monumentales accueillent les visiteurs.
- Lavoir.

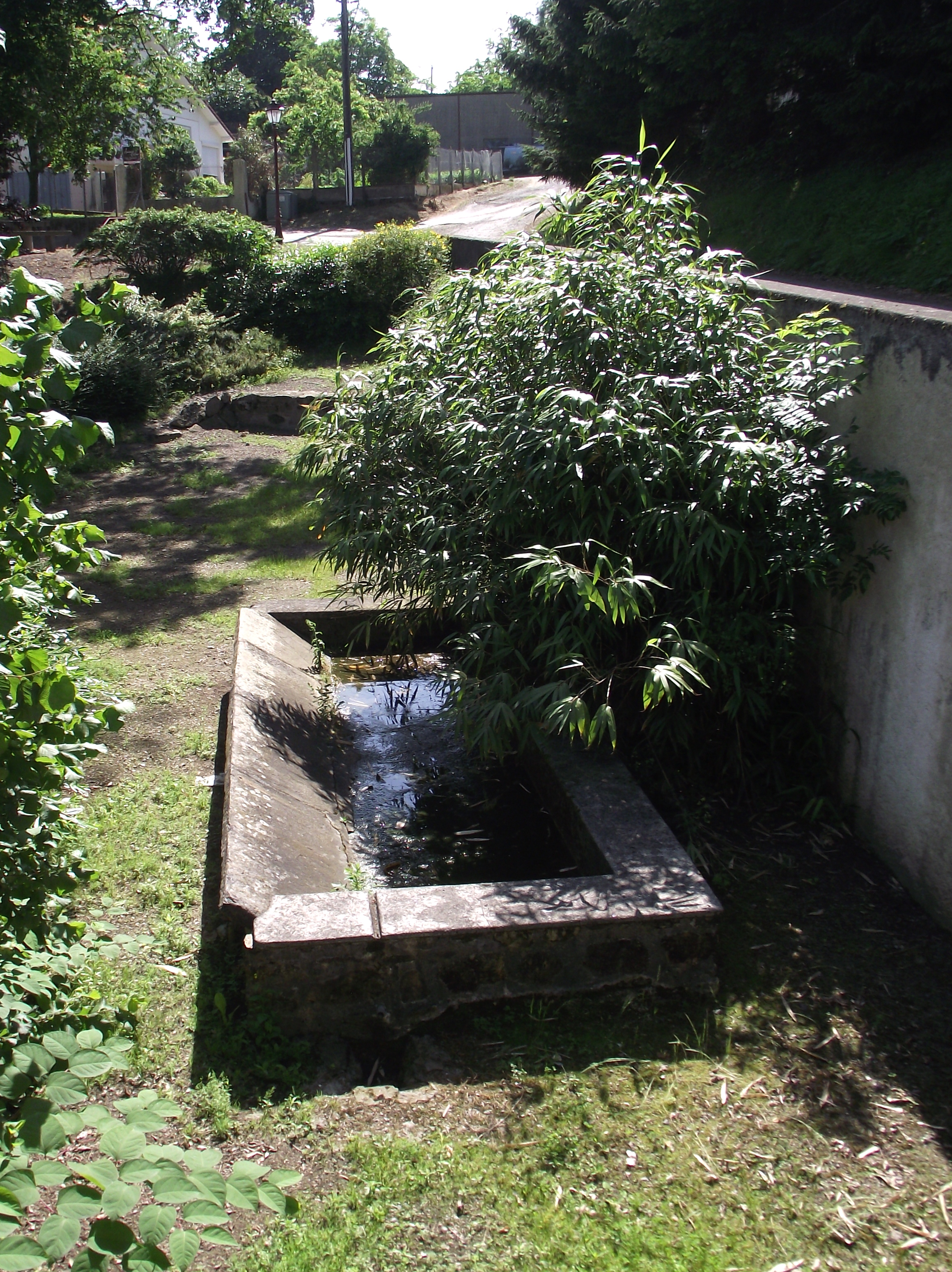
Le lavoir.
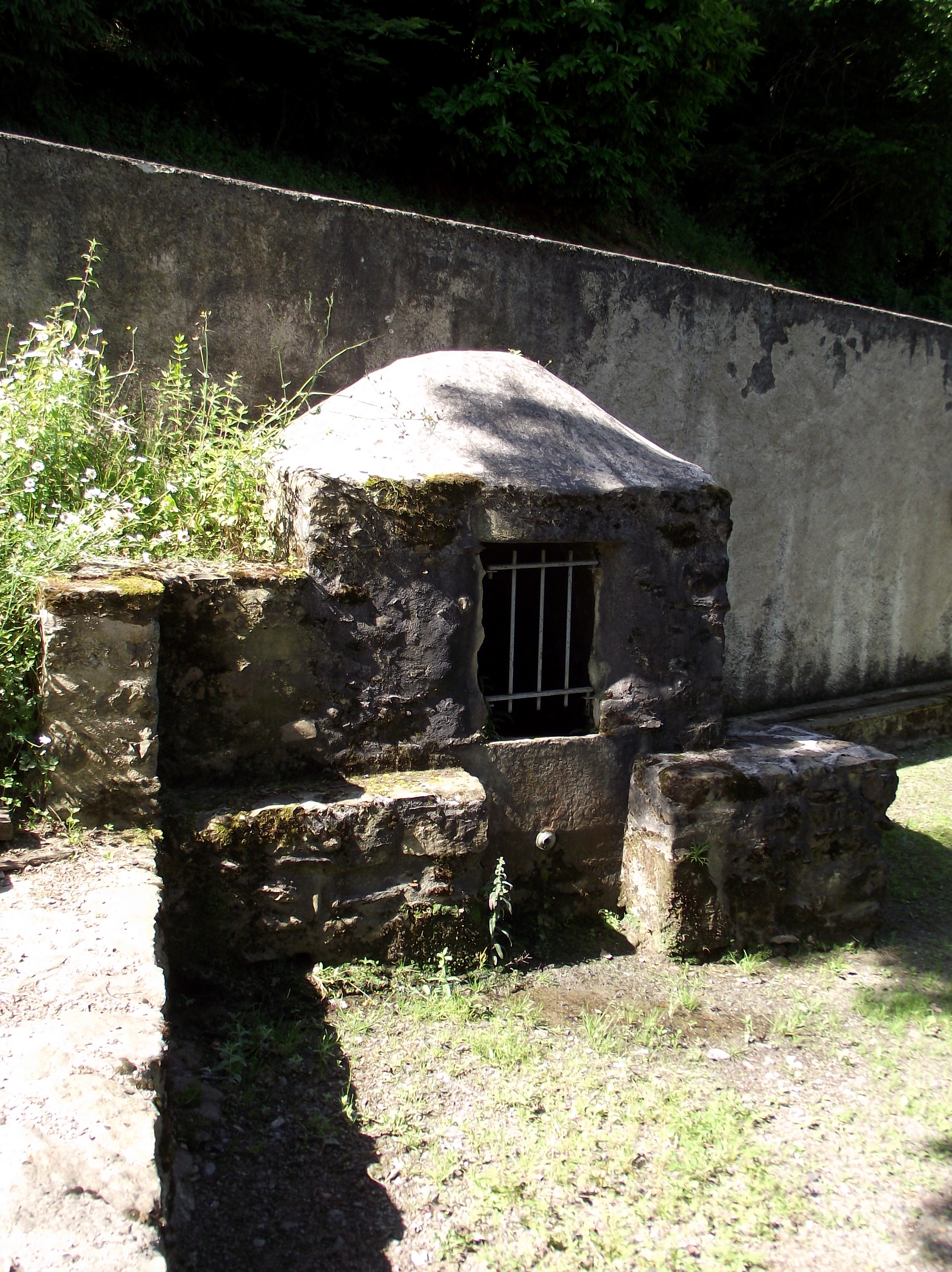
La fontaine des Anglais.
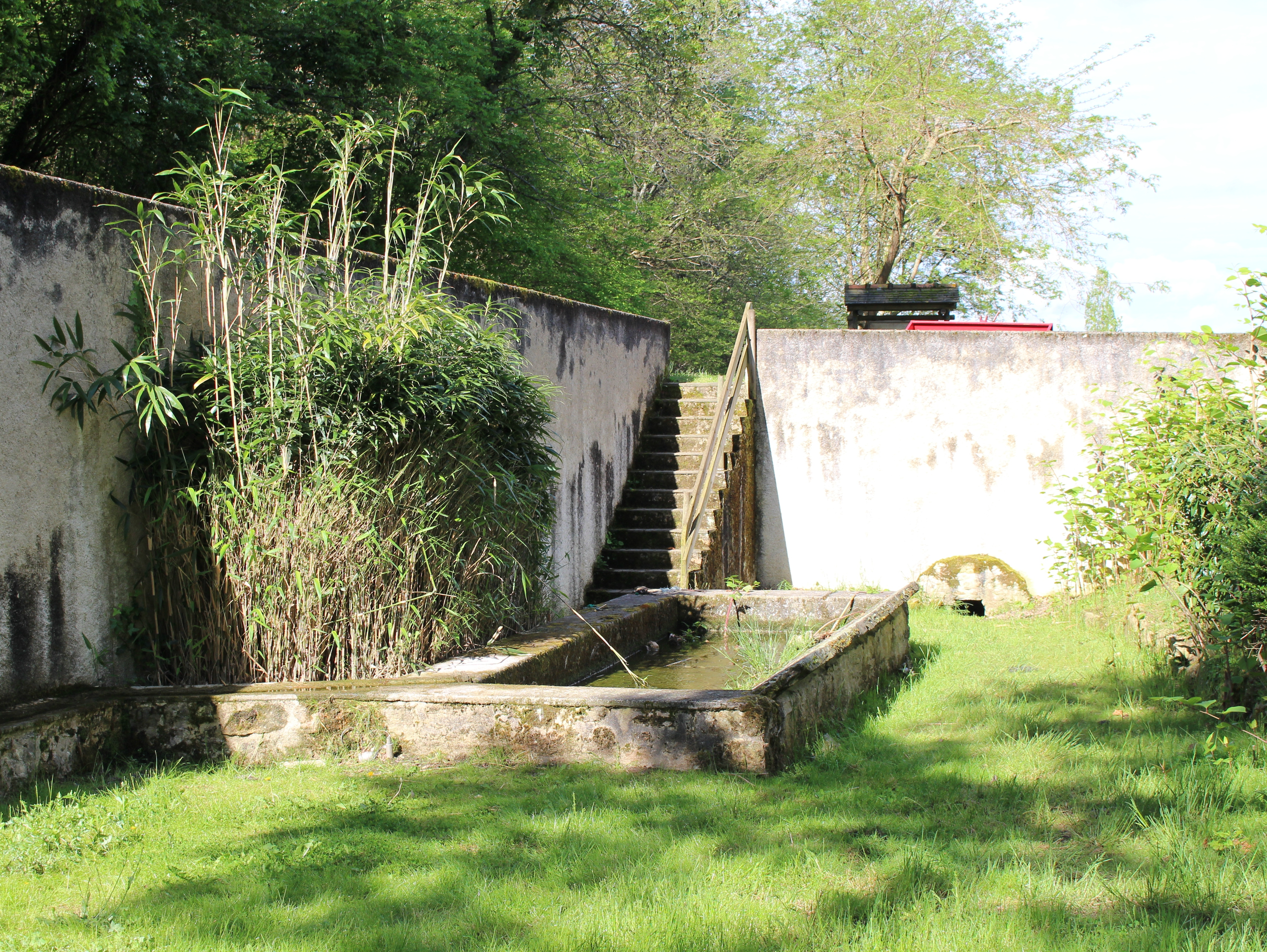
Le lavoir.

#### La pierre du Diable ou roc de Roulan
Plusieurs légendes évoquent un mégalithe marquant la limite entre Bénac et Layrisse à cent mètres du village après le cimetière.

Il porterait la griffure du Diable car, lors des croisades, il y aurait atterri avec le chevalier Bos de Bénac, prisonnier en Palestine libéré par le démon pour empêcher le remariage de son épouse.
 
Il porterait encore l'empreinte laissée par le sabot du destrier de Roland, chevalier neveu de Charlemagne, lors d'un concours de saut à cheval avec le Diable. S'élançant d'un sommet des Pyrénées, le Diable, défait, n'atterrit pas à Layrisse mais sur la Peyreblanque au sommet de la colline de Miramont.

### Héraldique
| Blason | Blasonnement : D'argent à une colline de sinople sommée d'une pierre de sable, au chef de gueules chargé d'un fer à cheval du champ accosté de deux têtes de maure de sable liées d’argent. Commentaires : armes fautives. |